# パワーシフト
パワーシフトとは社会学用語の一つ。
アメリカ人学者であるアルビン・トフラーによって唱えられた学説であり、社会において従来の財力を持つ者が支配者となっていたことから、知識や情報力などを持つものが支配者になっていくという形に変わっていくということ。1990年に出版された「パワーシフト―21世紀へと変容する知識と富と暴力」という書籍においてこれが説かれた。21世紀はあらゆるシーンで知力や筋力や情報力が中心となることから権力が移行し、これから起業する者や情報化社会で勝ち抜くための指針になるであろうとされた。